# Raoul Albert La Roche
Raoul Albert La Roche, né le 23 février 1889 à Bâle (en Suisse) et décédé le 15 juin 1965, dans la même ville, est un banquier et également un mécène et collectionneur d'art.

## Biographie

### Enfance
Raoul La Roche est né (le 23 février 1889) et a grandi à Bâle (en Suisse) dans une famille bourgeoise très penchée vers le monde de l'art.
Il est le second fils de Louis Roche et d'Emilie Caroline Burckhardt. Il étudie à l'école de commerce de Neuchâtel (Suisse) avant de suivre un apprentissage à la Banque de Bâle. Il effectue un perfectionnement à Berlin puis à Londres.

### Carrière professionnelle en France
En 1912, à l'âge de 23 ans, il s'installe à Paris pour travailler pour la Banque suisse et française (BSF) qui deviendra en 1917 le Crédit commercial de France. Il y fera toute sa carrière jusqu'à sa retraite en 1954.
En 1940, durant l'invasion de la France par l'armée allemande, Raoul Albert La Roche quitte Paris et s'installe à Lyon (France), en gardant son emploi dans sa banque jusqu'à la fin de la guerre. Mais il revint à Paris après la guerre.

### Ses liens avec le monde artistique
En 1918, Raoul La Roche rencontre Le Corbusier qui le séduit par sa peinture puriste, un mouvement artistique dont Le Corbusier est alors en train de jeter les bases.
En 1922, à l’occasion d’un voyage à Venise et Vicence (Italie) en compagnie de Le Corbusier, Raoul La Roche envisage de se faire construire une villa, nécessairement adaptée à l'exposition de ses nombreux tableaux, modernes et/ou puristes. Après avoir été séduit par Le Corbusier, peintre puriste, il est alors séduit par Le Corbusier, architecte.
Le Corbusier donne ainsi libre cours à ses conceptions d'architecture avant-gardiste, en réalisant son premier projet marquant, la Villa della Rocca située à Paris, dans le square du Docteur-Blanche.
Cette dernière sera bâtie en mitoyenneté avec celle du frère de Le Corbusier, le violoniste Albert Jeanneret et abritera sa collection d'art qui rassemble des œuvres de Picasso, Braque, Léger, Gris, Lipchitz. Raoul La Roche fera don de cette villa à Le Corbusier pour qu'il y installe sa fondation.

### Décès
Raoul La Roche est décédé le 15 juin 1965 à Bâle, sa ville natale. Il léguera un tiers de ses collections au musée du Louvre, un autre tiers à la ville de Bâle et le dernier tiers à la fondation Le Corbusier.

## Sources et références
1. ↑  Jean Jenger, Le Corbusier : Choix de lettres, ed. Springer, 2002  (ISBN 3764364556).
2. ↑  Fondation Le Corbusier : Villa Della Rocca.
3. ↑  (en) Christopher Green, Picasso: Architecture and Vertigo, page 21, ed. Yale University Press, 2006  (ISBN 030010412X).
4. ↑  Michèle Richet, Nadine Pouillon, ill.	Georges Braque, pages 30,37, 55, Georges Braque: Orangerie des Tuileries, 16 octobre 1973 - 14 janvier 1974, ed. des musées nationaux, 1973.
5. ↑  Georges Bauquier, Fernand Léger: 1925-1928, vol. 3 de Fernand Léger: catalogue raisonné, page 100-230,  ed. A. Maeght, 1993.
6. ↑  Testament sur le site de la Fondation Le Corbusier.

### À lire également
- Jacques Sbriglio, Le Corbusier: les villas la Roche-Jeanneret, éd. Fondation Le Corbusier, 1997,  (ISBN 376435433X).
- La Revue des arts, vol. 3 à 4, pages 250-251, éd. Conseil des musées nationaux, 1953.
- Pierre Courthion, D'une palette à l'autre: mémoires d'un critique d'art, éd. Baconnière Arts, 2004,  (ISBN 2915306036).
- (en) Andrew Ayers, The Architecture of Paris: An Architectural Guide, pages 245-247, Édition Axel Menges, 2004,  (ISBN 393069896X).
- (en) Christopher Green, Art in France, 1900-1940, page 57-58, ed. Yale University Press, 2003,  (ISBN 0300099088).
- H. Katharina Schmidt, « La Roche, Raoul » dans le Dictionnaire historique de la Suisse en ligne, version du 28 novembre 2007.
- Modern Man: The Life of Le Corbusier, Architect of Tomorrow - p.30.
- Ein Haus für den Kubismus: die Sammlung Raoul La Roche - Page 9.
- Notice of Raoul La Roche on the National Library of France (BNF).